# Diaptomus connexus
Diaptomus connexus är en kräftdjursart som beskrevs av S.F. Light 1938. Diaptomus connexus ingår i släktet Diaptomus och familjen Diaptomidae. Inga underarter finns listade i Catalogue of Life.